# Розтоки (доплив Турянки)
Розтоки — гірський потік в Україні у Самбірському районі Львівської області. Правий доплив річки Турянки (басейн Дністра).

## Опис
Довжина потоку 3 км, найкоротша відстань між витоком і гирлом — 2,13  км, коефіцієнт звивистості річки — 1,41 . Формується декількома безіменними струмками.

## Розташування
Бере початок на південно-східних схилах гори Маловенка (848,2 м). Тече переважно на південний захід піхтовим лісом і на південно-східній околиці села Тур'є впадає у річку Турянку, праву притоку річки Топільниці.